# Lugnaquilla
Lugnaquilla,, aussi orthographié Lugnaquillia, et anciennement Lugnaculliagh (en irlandais Log na Coille, signifiant « trou de la forêt »), est une montagne située dans le comté de Wicklow dans l'Est de l'Irlande. C'est le point culminant du Leinster et des montagnes de Wicklow, avec 925 mètres d'altitude, ainsi que le treizième plus haut sommet d'Irlande. Il se présente sous la forme d'une montagne relativement massive, avec un vaste plateau sommital bordé de deux côtés par des cirques glaciaires profonds nommés North Prison et South Prison.
Sa proximité de Dublin en fait un des sites montagneux les plus visités, avec trois approches possibles, depuis le Glen of Imaal, le Glenmalure et Aghavannagh. L'ascension la plus directe, par le Glen of Imaal, passe par Camara Hill. Par temps clair, il est possible d'apercevoir à l'est la mer d'Irlande, les collines de la péninsule de Llŷn et les montagnes de Snowdonia au pays de Galles, tandis que les hauteurs du Munster sont visibles à l'ouest.